# The Early Tapes of the Beatles
The Early Tapes of the Beatles is een compilatiealbum van de Britse band The Beatles, samen met Tony Sheridan. Het is de eerste keer dat de nummers die in 1964 op het album The Beatles' First digitaal werden uitgebracht. De nummers werden in 1961 opgenomen in Hamburg. De meeste nummers worden gezongen door Sheridan, met uitzondering van "Ain't She Sweet", gezongen door John Lennon, en "Cry for a Shadow", een instrumentaal nummer waarop enkel The Beatles te horen zijn. De band zelf is enkel te horen op de tracks 1-5, 7, 10 en 11, terwijl Sheridan op de andere nummers wordt begeleid door een stel muzikanten die "The Beat Brothers" werden genoemd. Op deze cd staan twee nummers die niet op eerdere uitgaven te horen waren, "Ready Teddy" en "Kansas City", en van "Ya Ya" is een langere versie opgenomen.
Het nummer "If You Love Me, Baby" werd op vorige uitgaven van het album altijd foutief "Take Out Some Insurance on Me, Baby" genoemd. Vanaf dit album wordt de originele titel van dit nummer gebruikt.

## Tracks
| Nr. | Titel                          | Schrijver(s)                                | Uitgevoerd door                   | Duur |
| --- | ------------------------------ | ------------------------------------------- | --------------------------------- | ---- |
| 1.  | Ain't She Sweet                | Milton Ager, Jack Yellen                    | The Beatles                       | 2:15 |
| 2.  | Cry for a Shadow               | John Lennon, George Harrison                | The Beatles                       | 2:25 |
| 3.  | When the Saints Go Marching In | Traditioneel, arr. Tony Sheridan            | Tony Sheridan & The Beatles       | 3:21 |
| 4.  | Why                            | Bill Crompton, Sheridan                     | Tony Sheridan & The Beatles       | 3:00 |
| 5.  | If You Love Me, Baby           | Charles Singleton, Waldenese Hall           | Tony Sheridan & The Beatles       | 2:56 |
| 6.  | What'd I Say                   | Ray Charles                                 | Tony Sheridan & The Beat Brothers | 2:40 |
| 7.  | Sweet Georgia Brown            | Ben Bernie, Kenneth Casey, Maceo Pinkard    | Tony Sheridan & The Beatles       | 2:07 |
| 8.  | Let's Dance                    | Jim Lee                                     | Tony Sheridan & The Beat Brothers | 2:35 |
| 9.  | Ruby Baby                      | Jerry Leiber, Mike Stoller                  | Tony Sheridan & The Beat Brothers | 2:53 |
| 10. | My Bonnie                      | Traditioneel, arr. Tony Sheridan            | Tony Sheridan & The Beatles       | 2:43 |
| 11. | Nobody's Child                 | Cy Coben, Mel Foree                         | Tony Sheridan & The Beatles       | 3:57 |
| 12. | Ready Teddy                    | Robert Blackwell, John Marascalco           | Tony Sheridan & The Beat Brothers | 2:02 |
| 13. | Ya Ya                          | Lee Dorsey, Clarence Lewis, Morgan Robinson | Tony Sheridan & The Beat Brothers | 5:10 |
| 14. | Kansas City                    | Leiber, Stoller                             | Tony Sheridan & The Beat Brothers | 2:38 |